# Communauté de communes du Canton de Rugles
La communauté de communes du canton de Rugles est une ancienne communauté de communes française, située dans le département de l'Eure et dans la région Normandie.

## Histoire
Supplantée le 1er janvier 2017 par la communauté de communes Interco Normandie Sud Eure.

## Composition
Elle regroupa seize communes :
| Commune                   | Population 1999 | Code postal | Code INSEE |
| ------------------------- | --------------- | ----------- | ---------- |
| Ambenay                   | 465             | 27250       | 27009      |
| Bois-Anzeray              | 156             | 27330       | 27068      |
| Bois-Arnault              | 628             | 27250       | 27069      |
| Bois-Normand-près-Lyre    | 308             | 27330       | 27075      |
| Les Bottereaux            | 250             | 27250       | 27096      |
| Chaise-Dieu-du-Theil      | 245             | 27580       | 27137      |
| Chambord                  | 194             | 27250       | 27139      |
| Champignolles             | 28              | 27330       | 27143      |
| Chéronvilliers            | 389             | 27250       | 27156      |
| La Haye-Saint-Sylvestre   | 231             | 27330       | 27323      |
| Juignettes                | 136             | 27250       | 27359      |
| Neaufles-Auvergny         | 395             | 27250       | 27427      |
| La Neuve-Lyre             | 567             | 27330       | 27431      |
| Rugles                    | 2 549           | 27250       | 27502      |
| Saint-Antonin-de-Sommaire | 170             | 27250       | 27508      |
| La Vieille-Lyre           | 608             | 27330       | 27685      |